# Rossbrand
Der Rossbrand (früher Roßbrand) ist ein 1770 m hoher Berg in den Salzburger Schieferalpen und liegt nördlich von Radstadt im österreichischen Bundesland Salzburg. Direkt unterhalb des Gipfels steht die private Radstädter Hütte und etwas nördlich auf einer Höhe von 1720 m die Roßbrandhütte der Naturfreunde Österreichs.
Von Filzmoos führt eine Seilbahn auf den Ostrücken des Rossbrands. Die Bergstation ist noch knappe vier Kilometer vom Gipfel entfernt. Die Roßbrandstraße hingegen führt von Radstadt direkt auf den Gipfel. Über den Rossbrand führt die 27. Etappe des Salzburger Almenwegs.
Auf dem Ostrücken des Rossbrands befindet sich ein 94 Meter hoher Richtfunkturm aus Stahlbeton in der Bauform eines Typenturms ähnlich dem Turm der Richtfunkstation Ansfelden.

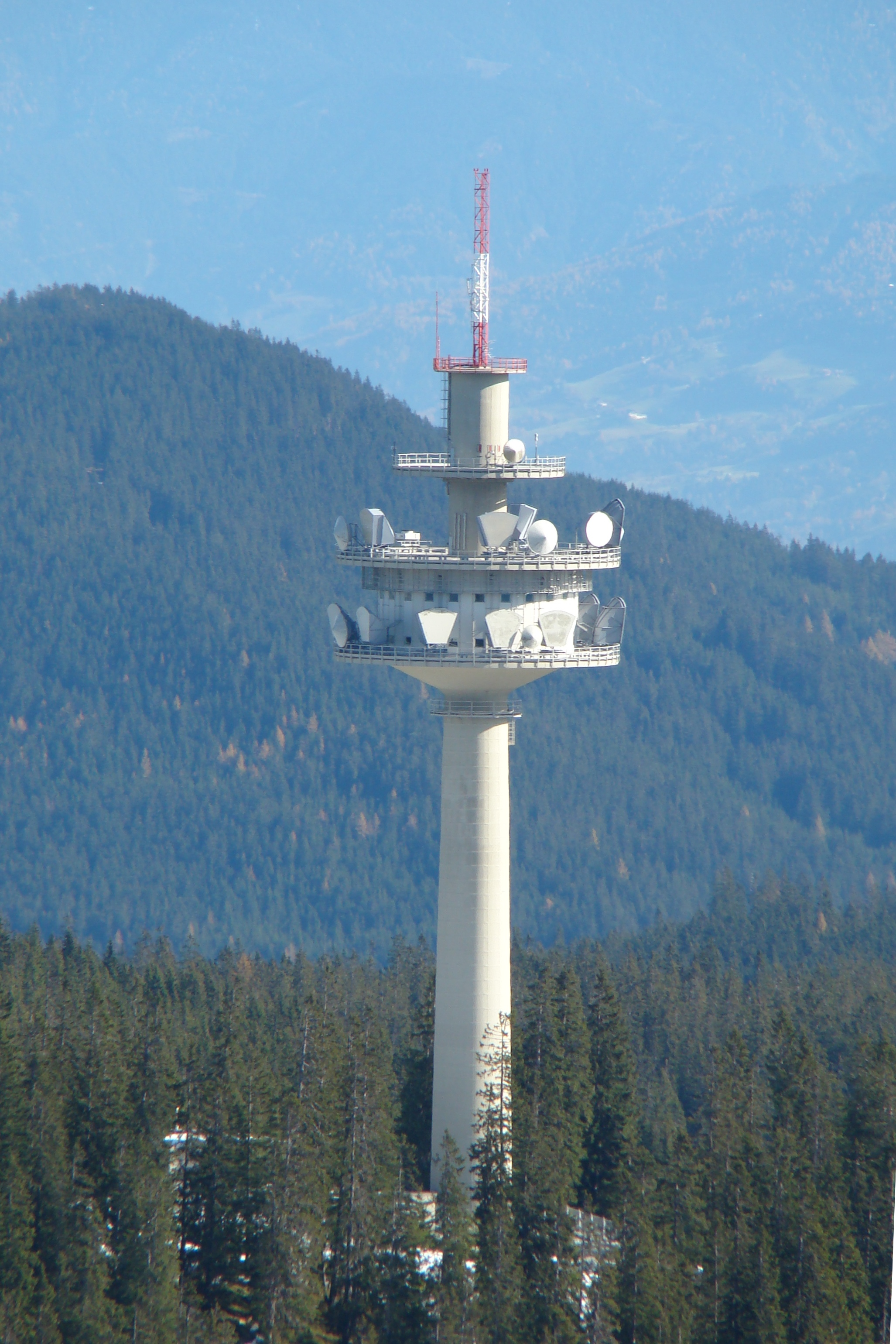
Richtfunkturm Rossbrand